# Brandon Paulson
Brandon Paulson (n. 22 noiembrie 1973, Coon Rapids⁠(d), Minnesota, SUA) este un luptător ce a reprezentat Statele Unite ale Americii, medaliat olimpic. A participat la o ediție a Jocurilor Olimpice (1996) în care a câștigat o medalie de argint.